# Saint-Victor-des-Oules
 Saint-Victor-des-Oules  es una población y comuna francesa, situada en la región de Languedoc-Rosellón, departamento de Gard, en el distrito de Nimes y cantón de Uzès.

## Demografía
| 87 | 85 | 105 | 147 | 195 | 219 |
| Para los censos de 1962 a 1999 la población legal corresponde a la población sin duplicidades (Fuente: INSEE [Consultar]) |    |     |     |     |     |